# Schmerzkonferenz
Eine Schmerzkonferenz ist eine therapeutische Maßnahme zur Behandlung von Schmerzen. Dabei nehmen sich Experten verschiedener medizinischer Fachrichtungen gezielt der Leiden von Schmerzpatienten an. Gemeinsam erarbeiten die Spezialisten unter Moderation eines erfahrenen Schmerztherapeuten Behandlungsempfehlungen, die dem Patienten anschließend von seinem behandelnden Arzt vorgeschlagen werden können. Nach der Anwendung wird der Erfolg überprüft.
Interdisziplinäre Schmerzkonferenzen können sich aus folgenden Mitgliedern zusammensetzen:
- behandelnder Hausarzt oder Facharzt
- Moderator: Schmerztherapeut
- weitere Fachrichtungen wie z. B. Psychiater, Neurologe, Anästhesist, Orthopäde, Psychologe und Psychotherapeut